# Léran
Léran település Franciaországban, Ariège megyében. Lakosainak száma 616 fő (2022. január 1.). Léran Aigues-Vives, La Bastide-sur-l’Hers, Belloc, Laroque-d’Olmes, Montbel, Le Peyrat, Régat és Troye-d’Ariège községekkel határos.

## Népesség
A település népességének változása:
| Lakosok száma | 599  | 548  | 595  | 520  | 624  | 595  | 591  | 610  | 618  | 616  |
|               | 1968 | 1982 | 1990 | 2006 | 2013 | 2015 | 2017 | 2019 | 2020 | 2022 |